# Seobu Ganseondoro
Đường cao tốc đô thị Seobu  (Hàn Quốc: 서부간선도로; Seobuganseondoro) là đường cao tốc 4 làn xe nằm ở Seoul, Hàn Quốc và một phần của Quốc lộ 1. Tuyến đường này kết nối Đường cao tốc Seohaean (Giao lộ Geumcheon) đến Mapo-gu (Cầu Seongsan), với tổng chiều dài 9,8 km (6,1 mi).
Đường cao tốc được kết nối với khu vực Tây Nam Thủ đô, bao gồm cả Seoul và Anyang-si, phục vụ cho việc vận chuyển khối lượng hàng hóa và giảm bớt tắc nghẽn giao thông ở khu vực phía Tây Nam thành phố.

## Lịch sử
Đường cao tốc được xây dựng từ năm 1987 đến năm 1991.

## Chi tiết tuyến đường

### Số làn đường
- Geumcheon IC ~ Mokdonggyo IC: 4
- Mokdonggyo IC ~ Cầu Seongsan: 6

### Chiều dài
9,8 km (6,1 dặm)

### Giới hạn tốc độ
- Geumcheon IC ~ Cầu Seongsan: 80 km / h
- Cầu Seongsan ~ Seongsan IC: 60 km / h

## Danh sách các cơ sở
- IC : Nút giao (Interchange)
- IS : Giao lộ (Intersection)
- (■): Đoạn đường dành riêng cho ô tô

| Loại                                                         | Tên                                                          | Tên                                                          | Kết nối                                                                                                  | Vị trí                                                       | Vị trí                                                       | Ghi chú |
| Loại                                                         | Tiếng Việt                                                   | Hangul                                                       | Kết nối                                                                                                  | Vị trí                                                       | Vị trí                                                       | Ghi chú |
| Kết nối trực tiếp với Seongsan-ro trên Quốc lộ 1, Quốc lộ 48 | Kết nối trực tiếp với Seongsan-ro trên Quốc lộ 1, Quốc lộ 48 | Kết nối trực tiếp với Seongsan-ro trên Quốc lộ 1, Quốc lộ 48 | Kết nối trực tiếp với Seongsan-ro trên Quốc lộ 1, Quốc lộ 48                                             | Kết nối trực tiếp với Seongsan-ro trên Quốc lộ 1, Quốc lộ 48 | Kết nối trực tiếp với Seongsan-ro trên Quốc lộ 1, Quốc lộ 48 | Kết nối trực tiếp với Seongsan-ro trên Quốc lộ 1, Quốc lộ 48 |
| ------------------------------------------------------------ | ------------------------------------------------------------ | ------------------------------------------------------------ | --- | ------------------------------------------------------------ | ------------------------------------------------------------ | --- |
| IC                                                           | Phía nam cầu Seongsan                                        | 성산대교남단                                                 | Quốc lộ 6 Quốc lộ 48 Quốc lộ 77 (Nodeul-ro) Olympic-daero                                                | Seoul                                                        | Yeongdeungpo-gu                                              | Chỉ được phép đi vào hướng Seongsan từ Olympic-daero |
| IC                                                           | Ngã tư cầu Yangpyeong                                        | 양평교 교차로                                                | Đường huyết mạch ngầm Seobu Yangpyeong-ro Yangpyeong-ro 27-gil Yangpyeong-ro 28-gil Yangpyeong-ro 30-gil | Seoul                                                        | Yeongdeungpo-gu                                              | Không được đi vào hướng Anyang Khi sử dụng giao lộ, không được phép đi vào đường huyết mạch ngầm Seobu                                                                         |
| IC                                                           | Ngã tư cầu Mokdong                                           | 목동교 교차로                                                | Gukhoe-daero ( Đường cao tốc Gyeongin)                                                                   | Seoul                                                        | Yeongdeungpo-gu                                              | Kết nối gián tiếp với Đường cao tốc Gyeongin khi đi vào hướng Shinwol-dong |
| IS                                                           | Ngã tư cầu Omok                                              | 오목교 교차로                                                | Omok-ro Yeongdeungpo-ro                                                                                  | Seoul                                                        | Yeongdeungpo-gu                                              | Chỉ hướng rẽ phải |
| IS                                                           | Ngã tư cầu Sinjang                                           | 신정교 교차로                                                | Dorimcheon-ro Gyeongin-ro 67-gil                                                                         | Seoul                                                        | Yeongdeungpo-gu                                              | |
| IS                                                           | Ngã tư cầu Ogeum                                             | 오금교 교차로                                                | Mokdong-ro Gurojungang-ro                                                                                | Seoul                                                        | Guro-gu                                                      | |
| IS                                                           | Ngã tư cầu Gocheok                                           | 고척교 교차로                                                | Quốc lộ 46 (Gyeongin-ro)                                                                                 | Seoul                                                        | Guro-gu                                                      | |
| -                                                            | Cầu đường sắt Anyang                                         | 안양천철교                                                   | Tuyến Gyeongin                                                                                           | Seoul                                                        | Guro-gu                                                      | |
| IC                                                           |                                                              | 구일초교앞                                                   | Guil-ro                                                                                                  | Seoul                                                        | Guro-gu                                                      | Lối vào Seongsan, chỉ lối vào Anyang |
| IS                                                           | Ngã tư cầu Gwangmyeon                                        | 광명교 교차로                                                | Gamasan-ro                                                                                               | Seoul                                                        | Geumcheon-gu                                                 | |
| IS                                                           | Ngã tư cầu Cheolsan                                          | 철산교 교차로                                                | Digital-ro                                                                                               | Seoul                                                        | Geumcheon-gu                                                 | Đi vào từ hướng rẽ phải, chỉ đi từ Khu phức hợp Kỹ thuật số đến hướng Anyang Để đi từ Khu phức hợp Kỹ thuật số đến Seongsan, hãy sử dụng Gasandigital 2-ro hoặc Seobusaet-gil. |
| IS                                                           | Ngã tư Geumcheon                                             | 금천 교차로                                                  | Gasandigital 2-ro                                                                                        | Seoul                                                        | Geumcheon-gu                                                 | Chỉ hướng Seongsan |
| IC                                                           | Ngã tư cầu Geumcheon                                         | 금천교 교차로                                                | Beoman-ro Đường huyết mạch ngầm Seobu                                                                    | Seoul                                                        | Geumcheon-gu                                                 | Đi vào hướng Seongsan, chỉ đi vào hướng Anyang. Khi sử dụng giao lộ, không được phép đi vào Đường huyết mạch ngầm Seobu.                                                       |
| IC                                                           | Geumcheon IC                                                 | 금천 나들목                                                  | Đường cao tốc Seohaean                                                                                   | Seoul                                                        | Geumcheon-gu                                                 | Lối vào Anyang, chỉ lối vào Seongsan |
| BR                                                           | Cầu Anyangcheon                                              | 안양천교                                                     | | Seoul                                                        | Geumcheon-gu                                                 | |
| IS                                                           | Ngã tư cầu Siheung (Đường hầm Geumha)                        | 시흥대교 교차로 (금하지하차도)                               | Quốc lộ 1 (Geumha-ro) Anyangcheon-ro                                                                     | Gyeonggi-do                                                  | Gwangmyeong-si                                               | |
| IC                                                           | Soha IC                                                      | 소하 나들목                                                  | Đường cao tốc Pyeongtaek–Paju Gangnamsunhwan-ro                                                          | Gyeonggi-do                                                  | Gwangmyeong-si                                               | |
| IS                                                           | Ngã tư cầu Kia (Soha IC)                                     | 기아대교 교차로 (소하 나들목)                                | Kia-ro Ttukbang-gil                                                                                      | Seoul                                                        | Geumcheon-gu                                                 | |